# Loudun
Loudun é uma comuna francesa na região administrativa da Nova Aquitânia, no departamento de Vienne. Estende-se por uma área de 43,77 km². Em 2010 a comuna tinha 7 092 habitantes (densidade: 162 hab./km²).
A pequena comuna é notável pelos eventos de 1634 comumente referidos como a Possessão das Freiras de Loudun, onde uma série de eventos obscuros culminando em exorcismos públicos resultou na execução do padre Urbain Grandier.